# Pierre François Verhulst
Pierre François Verhulst (Bruxelles, 28 ottobre 1804 – Bruxelles, 15 febbraio 1849) è stato un matematico e statistico belga.
Lavorò all'università di Gand; nel 1838 pubblicò il modello demografico logistico:
{\displaystyle N'(t)=rN(t)\left(1-{\frac {N(t)}{K}}\right)}
dove {\displaystyle N(t)} rappresenta il numero di individui al tempo t,
r il tasso di crescita intrinseco e K il numero di individui 
nello stato di equilibrio.

## Opere
- Notice sur la loi que la population poursuit dans son accroissement. Correspondance mathématique et physique 10:113-121. (1838).
- Recherches Mathématiques sur La Loi D'Accroissement de la Population, Nouveaux Mémoires de l'Académie Royale des Sciences et Belles-Lettres de Bruxelles, 18, Art. 1, 1-45, 1845